# متئو موراندی
متئو موراندی (به انگلیسی: Matteo Morandi) ژیمناست زادهٔ ۸ اکتبر ۱۹۸۱ میلادی اهل کشور ایتالیا است.